# Benjamin Kernen
Benjamin Kernen (* 25. Januar 1972 in Unterseen) ist ein Schweizer Theaterschauspieler und Theaterregisseur.

## Leben
Kernen wuchs in der Schweiz auf. 1989 legte er sein Abitur ab. Kernen absolvierte von 1989 bis 1992 eine Schauspielausbildung an der damaligen Schauspielakademie Zürich, jetzt Hochschule für Musik und Theater, in Zürich. Die Schauspielausbildung schloss er mit dem Diplom als Eidg. diplomierter Künstler ab.
Danach arbeitete er fast ausschließlich als Theaterschauspieler. Er hatte Festengagements und Gastverträge am Stadttheater Luzern, am Theater am Neumarkt Zürich, am Theater Nordhausen und mehrere Jahre von 1997 bis 1999 am Theater Bielefeld Kernen spielte auf der Theaterbühne ein breites Repertoire, das die Stücke der deutschsprachigen Autoren der Klassik und Romantik, aber auch Stücke der Jahrhundertwende, der Moderne und des zeitgenössischen Theaters umfasste. Seit 1999 ist er als freiberuflicher Schauspieler tätig.
Zu seinen Bühnenrollen gehörten unter anderem: T (Fisch) in Jugend ohne Gott (1993, Theater am Neumarkt Zürich; Dramatisierung: Jürg Amann), Der Eitle in Der kleine Prinz (1993, Stadttheater Luzern), Zorzetto in dem Lustspiel Il campiello von Carlo Goldoni (Spielzeit 1995/1996, Theater Nordhausen; Regie: Jürgen Watzke), Major Tellheim in  Minna von Barnhelm (Spielzeit 1996/1997, Theater Nordhausen), Neoptolemos in Philoktet von Heiner Müller (Theater Bielefeld), Jojo in Das Herz eines Boxers von Lutz Hübner (1998, Theater Bielefeld), Filch in Die Dreigroschenoper (Theater Bielefeld), Jack the Ripper in Lulu (1998, Theater Bielefeld), Horace in Die Schule der Frauen (1997, Theater Bielefeld) und Mellefont in Miß Sara Sampson (1997, Theater Bielefeld).
Er spielte auch bei den Schlossfestspielen Neersen. Mehrfach trat er seit 2006 bei den Freilichtspielen Piraten-Open-Air in Grevesmühlen auf. 2007 war er dort der Pater Angel in dem Stück Die Falle der Spanier. 2010 war er für die Rolle des Piraten Israel Hands vorgesehen, die er jedoch für eine kurze Zeitspanne aus Krankheitsgründen absagen musste; für ihn sprang Martin Semmelrogge ein. Im Sommer 2011 übernahm Kernen beim Piraten-Oper-Air die Hauptrolle des Capt’n Joshua Flint in dem Stück Die Hölle vor Maracaibo und ist auch als Co-Regisseur tätig. Seit dem Jahr 2012 ist Kernen nun auch zusätzlich Regisseur des Piraten-Open-Air. 
Kernen wirkte auch bei mehreren Theatertourneen mit. Er hat regelmäßig Engagements beim Euro-Studio Landgraf. Dort spielte er unter anderem Egmont Clausen in Vor Sonnenuntergang (2009), den besten Freund Philipp in der Komödie Das Maß der Dinge von Neil LaBute (2007–2010), den zynischen und intriganten Arbeitskollegen Carter in der Tragikomödie Fettes Schwein von Neil LaBute (2009–2011, mit Katrin Filzen und Martin Lindow als Partner) sowie den Sohn Philip in dem Schauspiel Zeitfenster von David Hare (2010/2011). Kernen stand beim Euro-Studio  Landgraf außerdem Ende 2011 neben Doris Kunstmann in dem Stück Roses Geheimnis von Neil Simon auf der Bühne. Für die Spielzeit 2011/2012 war Kernen beim Euro-Studio Landgraf ebenfalls für die Titelrolle in einer Bühnenfassung des Romans Bekenntnisse des Hochstaplers Felix Krull vorgesehen, musste jedoch aus Termingründen absagen. 2012/2013 war Kernen beim Euro-Studio Landgraf als Protagonist Samuel Hamilton neben Jochen Horst und Carsten Clemm in der Bühnenfassung des Romans Jenseits von Eden engagiert.
Kernen trat als Schauspieler auch bei verschiedenen freien Theatergruppen und Theaterprojekten auf. Als Darsteller, Regisseur und Autor arbeitet er regelmäßig am Freien Theater Poetenpack in Potsdam und Magdeburg. Dort inszenierte er unter anderem 2005 die beiden Tschechow-Einakter Der Bär und Der Heiratsantrag, in denen er selbst auch die Rollen Smirnow (Bär) und Tschubukow übernahm. 2006 inszenierte er dort die musikalische Tragikomödie Mozart & Casanova; 2008 folgte dort seine Bühnenfassung von Don Quijote.
Kernen spielte seit Ende der 1990er Jahre auch einige wenige Filmrollen, vornehmlich in Kurzfilmen und Diplomfilmen.
Kernen lebt in Gägelow bei Wismar.

## Filmographie (Auswahl)
- 2001: Fuck the Pigs! (Kurzfilm)
- 2006: Pribislaw (Doku-Spielfilm)